# Cephalocoema hastata
Cephalocoema hastata är en insektsart som först beskrevs av Scudder, S.H. 1875.  Cephalocoema hastata ingår i släktet Cephalocoema och familjen Proscopiidae. Inga underarter finns listade i Catalogue of Life.